# Bromo
Bromo (indonésky Gunung Bromo) je činná sopka na ostrově Jáva v Indonésii. Nachází se na území národního parku Bromo Tengger Semeru a nejbližším sídlem je Cemoro Lawang. Sopka je vysoká 2329 metrů. Hora vystupuje z písečné pláně Segara Wedi.

## Sopečná aktivita
V roce 2004 si výbuch sopky vyžádal dva lidské životy. Další aktivita na přelomu let 2010 a 2011 vedla k rušení leteckých spojů v oblasti. Znovu se sopka probudila v letech 2015 a 2019.

## Kulturní význam
Domorodí Tenggerové, vyznávající hinduismus, pořádají na sopku náboženské poutě, při nichž házejí do jícnu obětiny. Výstup na Bromo patří k nejpopulárnějším turistickým atrakcím Indonésie díky dalekým výhledům do kraje.

## Galerie

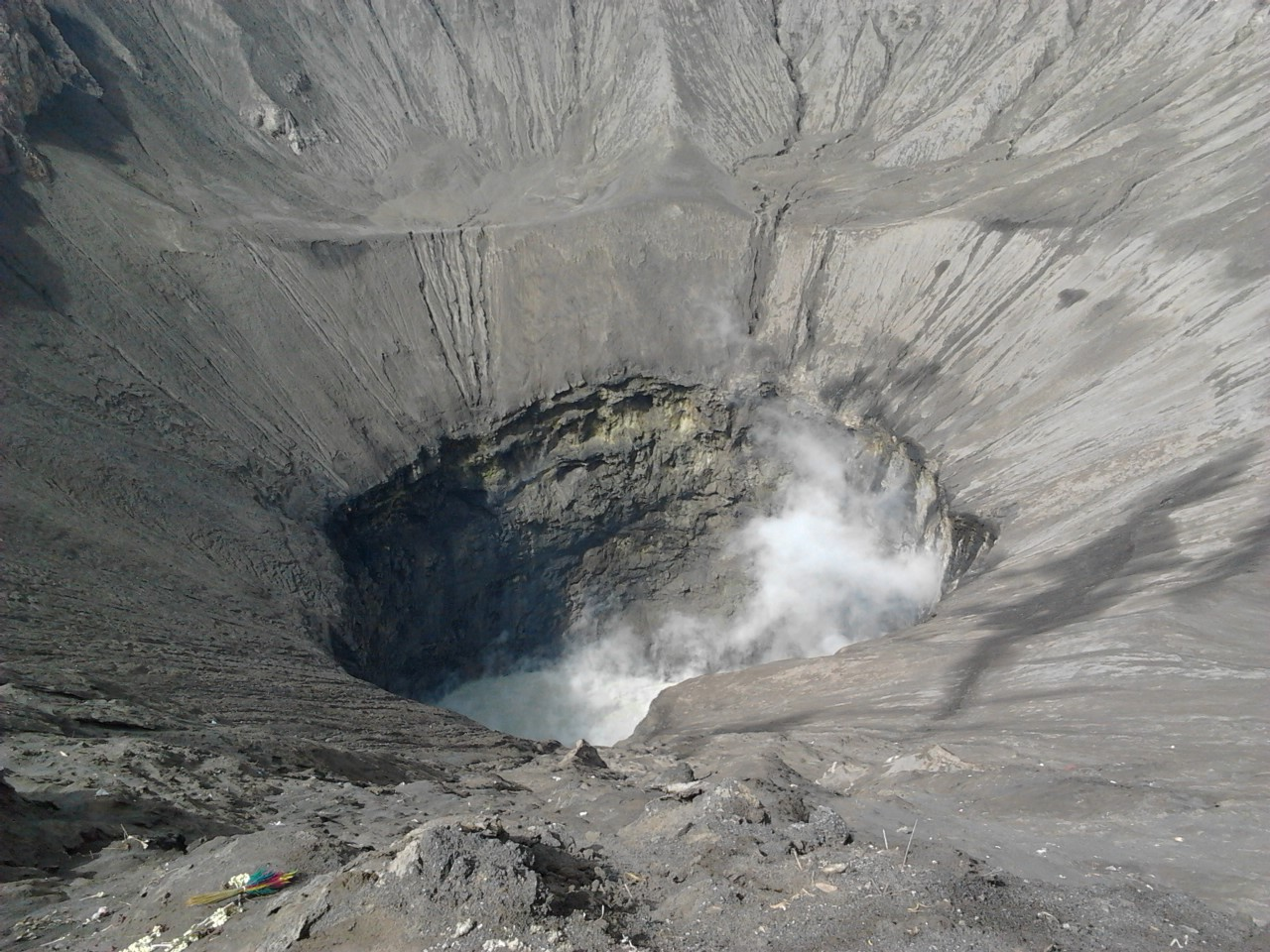
Pohled do kráteru.
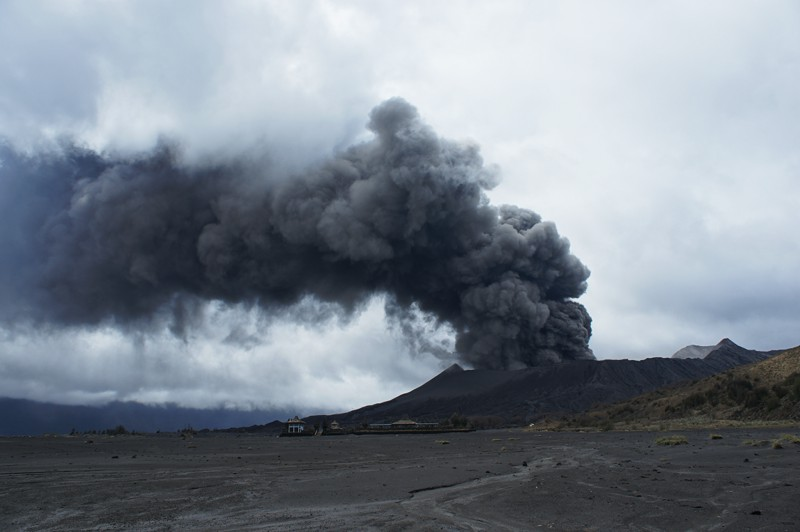
Erupce (2011).
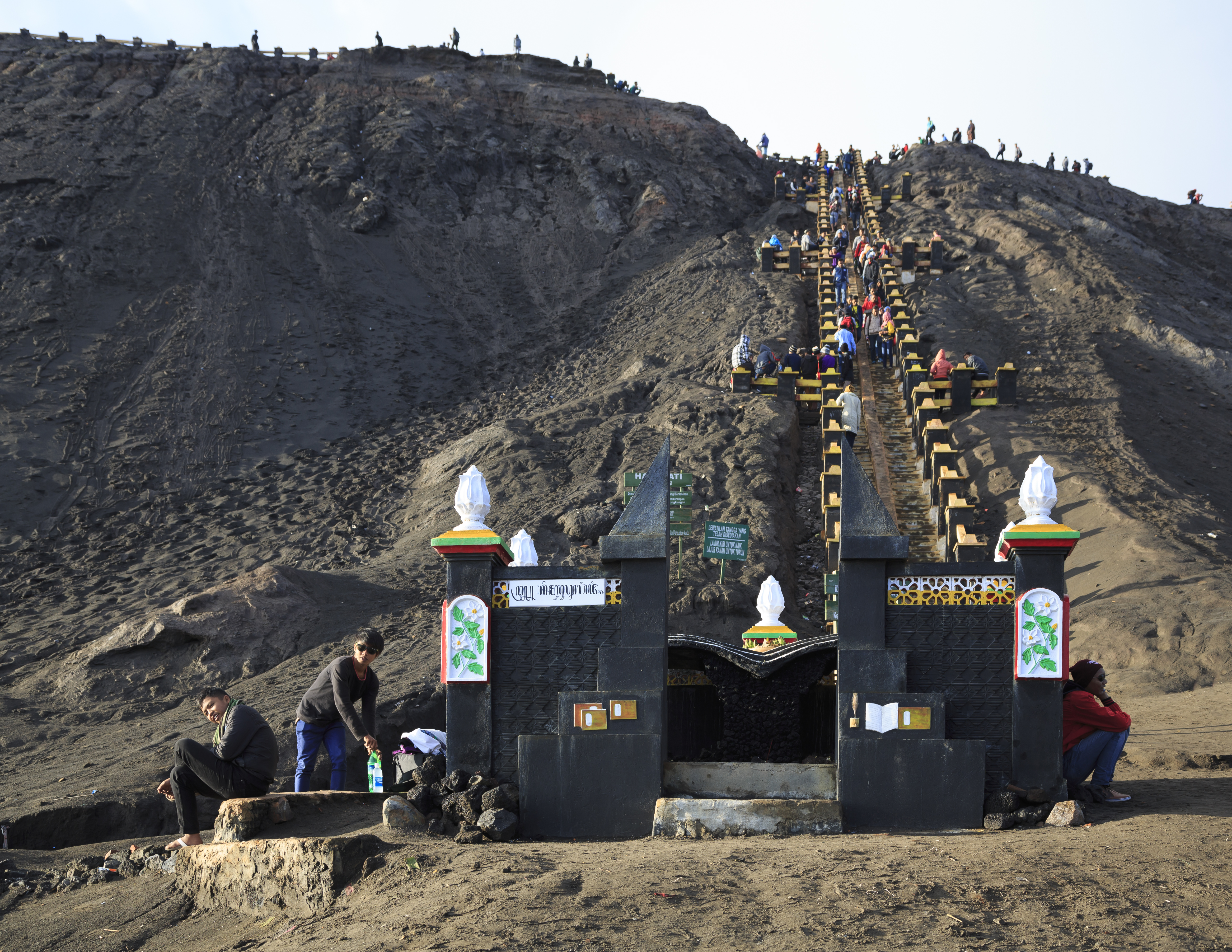
Přístup na hranu kráteru.
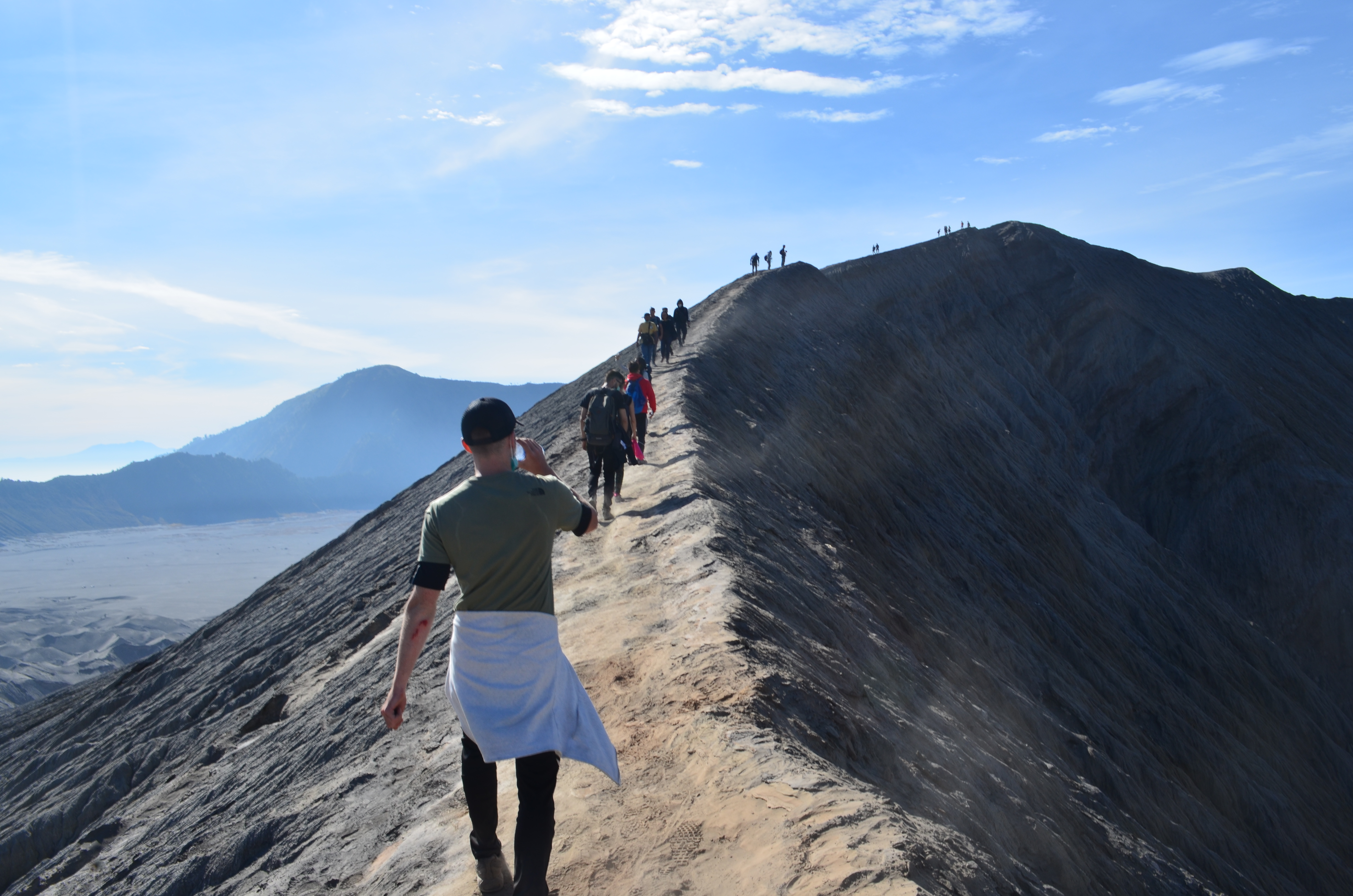
Turisté na kraji kráteru.
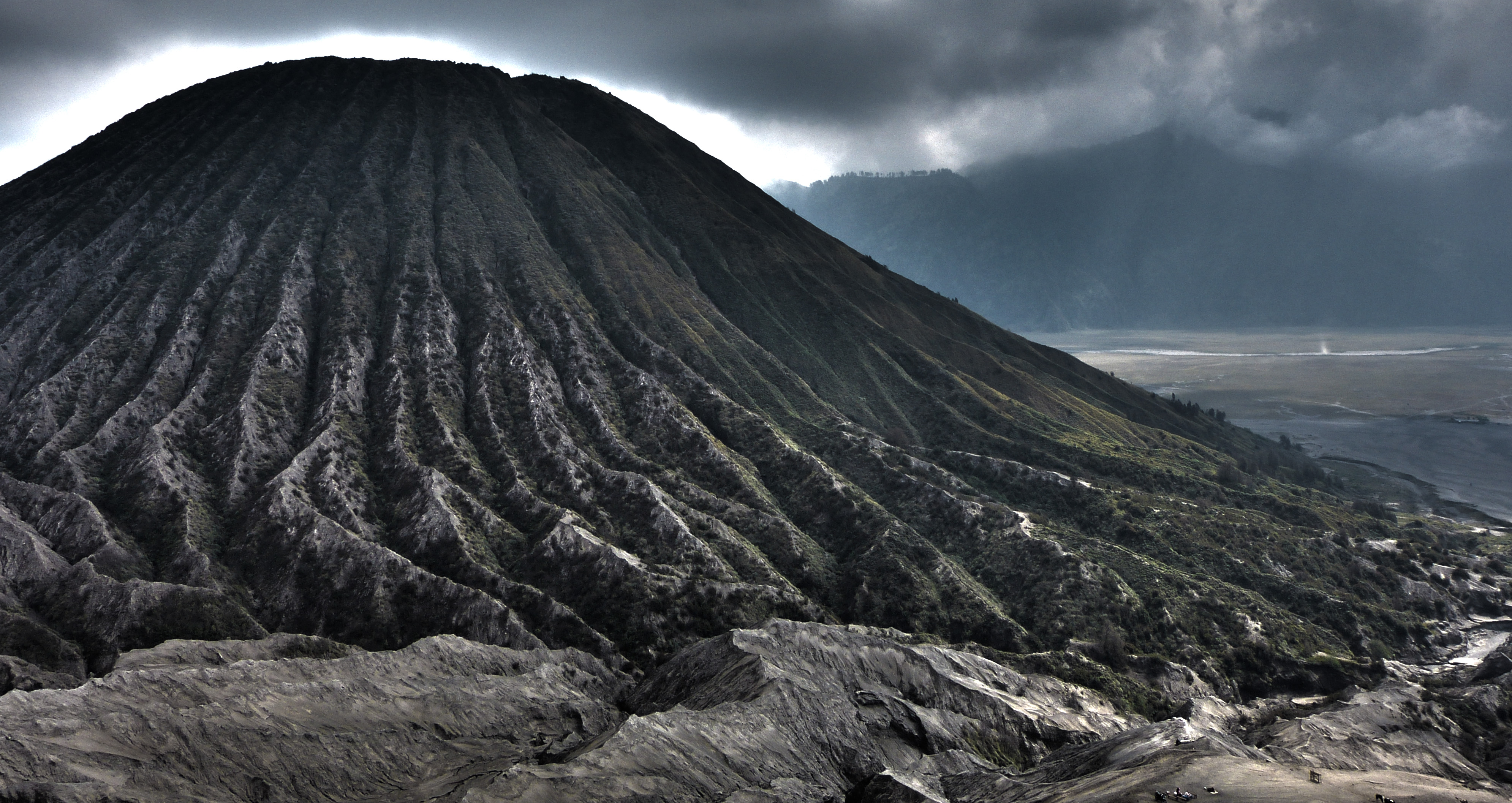
Sousední kužel Batok.